# Ahmed Ali
Ahmed Ali  (n. 1910 în New Delhi – d. 14 ianuarie 1994 în Karachi) a fost un diplomat și scriitor pakistanez.